# Alicia Witt
Alicia Roanne Witt, født 21. august 1975 i Worcester, Massachusetts, er en amerikansk skuespillerinde og sanger.